# إيفان نافارو باستور
إيفان نافارو باستور (بالإسبانية: Iván Navarro Pastor)‏ هو لاعب كرة مضرب إسباني.

## وصلات خارجية
- إيفان نافارو باستور على موقع رابطة محترفي التنس (الإنجليزية)
- إيفان نافارو باستور على موقع الاتحاد الدولي لكرة المضرب (الإنجليزية)
- إيفان نافارو باستور على موقع بطولة ويمبلدون (الإنجليزية)
- إيفان نافارو باستور على موقع خلاصة التنس.كوم (الإنجليزية)